# 尼克·貝斯特
尼克·貝斯特（英語：Nick Best，1968年11月3日—），是美國職業大力士競技者和世界健力冠軍。

## 健力
尼克·貝斯特在成為競技大力士之前，連續赢得1996年及1997年USAPL美國國家健力錦標賽125公斤級別的冠軍，同時赢得1996年WDFPF的世界健力錦標賽冠軍。

## 大力士
尼克·貝斯特擁有國際強力運動員聯合會125公斤75米農夫竸走的世界紀錄，其所創下的紀錄爲47.3秒。
他在2010年赢得了全美大力士挑戰賽，這是他職業生涯中成績最佳的一次獲勝記錄。這次的勝利讓他有資格參加2010年阿諾大力士經典賽，並在經典賽中取得綜合排名第九名的成績。
尼克·貝斯特之後還參加了2010年世界大力王競賽，這是他第一次參與這項比賽，並且獲取了進入決賽的資格，最後的綜合排名是第六名。2010年12月17日，還贏得了大力士超級系列瑞典大獎賽的第二名，僅次於布萊恩·蕭（Brian Shaw）。
2011年1月30日，他在全美大力士挑戰賽中名列第二，這個成績讓他有資格受邀參加2011年阿諾大力士經典賽，他在該次經典賽中取得第七名的成績。
2011年，他還參加了世界大力士競賽，但沒有進入決賽。2012年，他參加全美大力士挑戰賽，取得綜合成績的第三名。
貝斯特在2012年3月17日澳大利亞墨爾本的巨人現場賽中得到第二名佳績，總成績僅次於麥克·詹金斯（Mike Jenkins）。他和麥克．詹金斯雙雙以「屈膝臀舉」拉起1150公斤（2535.3磅），締造了世界紀錄。這個紀錄讓尼克獲得2012年「世界大力王比賽」的參賽資格，雖沒有進入最終冠亞軍對決，但他仍拿到排名第三名的好成績。2019年，尼克在歷史頻道電視系列的《史上最強壯的人》節目中，來到已故美國傳奇大力士保羅·愛德華·安德森（Paul Edward Anderson）的故鄉，使用安德森旋轉木馬升降器，讓升降器上坐滿人，尼克藉升降器締造臀舉1266公斤（2791磅）的新紀錄，這個重量不僅比保羅·安德森保持的2700磅記錄還重91磅，也打破了尼克先前自己所創下的臀舉紀錄。
2012年7月5日－8日，他參加了加拿大安大略省華威所舉辦的大力士冠軍聯盟首屆北美錦標賽，獲得綜合排名的第三名。
貝斯特在2013年澳大利亞墨爾本的巨人現場賽獲得了澳大利亞大獎第二名，僅次於德瑞克·龐史東（Derek Poundstone），這成績讓尼克獲得了2013年世界大力王的比賽資格。
貝斯特在世界大力士領域中是一位年長的競賽者，享有「世界大力士祖父」的稱譽。雖然在年紀上比現役大部份運動員年長許多，但他仍以智慧與經驗在世界各項頂尖賽事中取得了優異的成績，並締造了世界性紀錄。